# کوره‌های عله الف
کوره‌های عله الف مربوط به دوران‌های تاریخی پس از اسلام است و در شهرستان شوشتر، روستای عله بند قیر واقع شده و این اثر در تاریخ ۵ آذر ۱۳۸۰ با شمارهٔ ثبت ۴۲۷۸ به‌عنوان یکی از آثار ملی ایران به ثبت رسیده است.